# Апедемак
Апедемак — давньокушитський бог, зображуваний переважно у вигляді змії з головою лева. Основними культовими центрами Апедемака були древній Мерое, а також храмові комплекси з сучасною локалізацією у Мусавварат-ес-Суфр (зведений за царя Куша Арнекамані (бл. 235–218 роки до н. е.)) і в Нага (споруджений у період правління Аманіторе і Натакамані (бл. 2 до н. е. — 23 н. е.)). Культ Апедемака на території Нубії нерозривно пов'язаний з тотемічним шануванням лева, що виникло, мабуть, ще у доісторичну епоху. Бог-лев зображувався з символами царської влади, втілюючи міць, військову доблесть і перемогу над ворогами, а також будучи джерелом родючості.